# 審判者阿里瑟姆
「審判者」阿里瑟姆（英語：Arishem the Judge）是出自漫威漫畫的虛構角色。首次登場於《永恆族》第2期 (1976年8月)，由杰克·科比所創作。
阿里瑟姆是少數有權及有能力判斷哪個星球的文明能生存或滅亡的天神族。其職責為天神族登陸隊伍的領袖，負責領導天神族所有的四大宿主到地球上。
在漫威電影宇宙中，2021年電影《永恆族》由大衛·凱伊聲演。

## 出版歷史
「審判者」阿里瑟姆首次出現於《永恆族》第2期 (1976年8月)，由杰克·科比所創作。

## 虛構人物傳記
阿里瑟姆與「天神族第四代宿主」一同抵達地球。在他對地球進行審判的第50年間，他首次被人類目睹。在「天神族第三代宿主」期間，他接受了地球眾神不干涉天神族事務的誓言。後來，他在位於秘魯的其他「天神族第四代宿主」成員的見證下，審判地球為夠格的星球，並離開了地球。
阿里瑟姆帶領着「天神族第四代宿主」來到名為「潘戈利亞」（英語：Pangoria）的星球，並審判此星球不值得任何生命的存在。於是，他與其天神族同伴希塔爾（英語：Exitar）開始了淨化過程，把潘戈利亞變成一個虛擬的天堂。
其後，阿里瑟姆抵達了一個X基因已消失了一段時間的遙遠星球進行審判，卻受到了被選中者、拒絕者和重啟者（英語：the Chosen, Rejects and Beginagains）三個派系的聯合攻擊。以對應是次襲擊，他允許此星球能繼續生存，使天神族得以離開。
阿里瑟姆在庫比克和超越者（英語：Kosmos）展開存在位面之旅期間現身在他們面前。阿里瑟姆後來摧毀了一顆未命名的星球，並碰上渦旋。阿里瑟姆與觀察者、行星吞噬者、瑞久人 和伊蘭族 一同見證類星體和渦旋的最終決戰。
億萬年前，阿里瑟姆利用細菌創造了弟兄族（英語：Brethren），並僱用它們摧毀不夠格的星球，卻後來將它們釋放。
阿里瑟姆帶領「天神族第五代宿主」前往一顆位於遙遠銀河系中的未命名星球。
他也是在未知的銀河系向觀察者發動戰爭的天神族代表首領。

## 能力與裝備
與其他天神族一樣，阿里瑟姆的能力深不可測，其體力的水平為未知之數，無法估量的。

## 其他媒體

### 電影
- 漫威電影宇宙：由大衛·凱伊（英语：David Kaye (voice actor)）聲演「審判者」阿里瑟姆。
  - 《永恆族》（2021年）[11][12]：阿里瑟姆是一名至尊天神族，因創造了第一個太陽並為宇宙帶來光明而受到讚譽。他的目的是通過犧牲較低級的生命體來擴大宇宙。數百萬年前，阿里瑟姆創造了變異族（英语：Deviant (comics)），以幫助天神族的誕生，但其創造物卻變得失控，阿里瑟姆便創造了永恆族（英语：Eternals (comics)），以消滅干擾其計劃的變異族。阿里瑟姆將永恆族送到地球，以確保天神族蒂亞穆（英语：Tiamut）能順利誕生，並直接與地球上的艾賈克（英语：Ajak）交流。在她死於變異族之手後，他轉而與瑟希取得聯繫，告知她永恆族的主要任務並不是對付變異族，而是協助準備「神現」，而永恆族來自奧林匹亞星球也是不正確的。然而，永恆族因逐漸依附於地球，因此努力阻止「神現」的出現以防止人類滅亡。在「神現」受到阻止後，阿里瑟姆突然現身帶走瑟希、金勾和費斯托斯，指控他們違抗命令，需要接受審判，並通過研究他們的記憶，判斷人類是否值得保留。

## 外部連結
- 審判者阿里瑟姆 （页面存档备份，存于）at Marvel Wiki